# Roman Horvat
Roman Horvat (* 21. November 1971 in Ljubljana, SR Slowenien) ist ein ehemaliger slowenischer Basketballspieler. Der frühere slowenische Nationalspieler spielte professionell zunächst für Klubs in seiner slowenischen Heimat, bevor er ab 1999 in Israel, Zypern, der Türkei, Griechenland, Deutschland und in Ungarn seine Karriere fortsetzte. Der mehrfache slowenische Meister gewann mit KK Olimpija aus seiner Geburtsstadt den damaligen FIBA European Cup 1994, später auch als Saporta-Cup bekannt. Seine aktive Karriere als Spieler beendete er 2014 in seiner Wahlheimat Kranj beim Vorortverein KK Šenčur, für den er auch als Funktionär tätig wurde. In Deutschland ist er unter anderem dafür bekannt, dass eine nicht anerkannte Einsatzberechtigung zu Punktabzügen und zum Abstieg des Erstligisten WiredMinds Tübingen 2002 führte.

## Karriere
Horvat war einer von zwei Slowenen in der jugoslawischen Juniorenauswahl, die verstärkt um die jüngeren Jahrgänge Dejan Bodiroga und Željko Rebrača bei der U19-Europameisterschafts-Endrunde 1990 in den Niederlanden nach drei Auftaktniederlagen mit vier Siegen noch einen fünften Platz erreichte. Nach der Unabhängigkeit Sloweniens 1991 gehörte Horvat auf Anhieb neben Teoman Alibegović und Jure Zdovc zu den Leistungsträgern der Herrenauswahl, die die Qualifikation für die Olympischen Spiele 1992 nur knapp im Unterschied zur deutschen Auswahl verpasste. Mit der Klubmannschaft KK Smelt Olimpija in seiner Geburtsstadt gewann Horvat die folgenden nationalen Meisterschaften nach der Unabhängigkeit, davon bis auf 1996 alle als Double in Verbindung mit dem Gewinn des nationalen Pokalwettbewerbs. In der Qualifikation für den ehemaligen Landesmeister-Wettbewerb der FIBA, der nunmehr als Europaliga mit mehreren Vereinen aus einem Land ausgetragen wurde, scheiterte man jedoch zweimal vor Erreichen der Gruppenphase und durfte anschließend im ehemaligen Pokalsieger-Wettbewerb weiterspielen, der zu dieser Zeit offiziell FIBA European Cup genannt wurde. Nachdem man 1993 als Gruppendritter vergleichsweise knapp den Einzug ins Halbfinale dieses Wettbewerbs verpasst hatte, zog man in der Saison 1993/94 als Gruppenerster vor Taugrés Vitoria ins Halbfinale ein. Beide Mannschaften sahen sich im Endspiel in Lausanne wieder, in dem KK Olimpija seinen ersten internationalen Titelgewinn beim 91:81-Erfolg holte auch dank 33 individuellen Punkten seines damals 22-jährigen Topscorers Roman Horvat. In der folgenden Saison reichte es für Olimpija auch zur Qualifikation für die Gruppenphase der 16 besten europäischen Mannschaften in der Europaliga, in der man aber nur drei Siege in 14 Spielen holte. Ein Jahr später schnitt man in der Gruppenphase des European Cup aber auch nicht mehr besser ab als in der Europaliga zuvor. In der Europaliga der Saison 1996/97 mit 24 Mannschaften in vier Gruppen in der Hauptrunde erreichte man als Gruppendritter nicht nur die Play-offs, sondern konnte gegen KK Cibona Zagreb und Stefanel Mailand auch den Heimvorteil der gegnerischen Mannschaften wettmachen und ins Final-Four-Turnier in Rom einziehen. Dort verlor man das Halbfinale gegen den späteren Titelgewinner Olympiakos Piräus um MVP David Rivers und konnte sich nach dem Erfolg über ASVEL den dritten Platz sichern. Horvat hatte seinen Platz in der Starting Five verloren und obwohl Marko Milič in die NBA wechselte, verließ auch Horvat den Verein und spielte zunächst für Vizemeister KD Hopsi in Polzela, bevor auch er nach einem Jahr und einer weiteren Vizemeisterschaft 1998 in der Folge der neuen Freizügigkeit durch die Bosman-Entscheidung ins Ausland wechselte.
Nach einer Saison bei Hapoel im israelischen Tel Aviv spielte Horvat in der Saison 1999/2000 für Achilleas aus Kaimakli auf Zypern. Auch dank knapp 21 individuellen Punkten im Durchschnitt pro Spiel von Horvat überstand Achilleas die Gruppenphase im Saporta-Cup und schied in der folgenden K.-o.-Runde gegen Hapoel Jerusalem aus. In der folgenden Saison hatte Horvat zunächst auf dem türkischen Festland drei Einsätze für Türk Telekomspor aus der Hauptstadt Ankara in der Türkiye Basketbol Ligi und spielte zudem in seiner Heimat in Kranj für den KK Triglav, bevor er nach dem Jahreswechsel ab März 2001 bis zum Saisonende für die Opel Skyliners aus Frankfurt am Main in der deutschen Basketball-Bundesliga spielte. Mit den Skyliners schied Horvat als Hauptrundenachter in der ersten Play-off-Runde um die Meisterschaft der Basketball-Bundesliga 2000/01 gegen den Titelverteidiger Alba Berlin aus. Nachdem er für die folgende Saison zunächst zum KK Triglav zurückgekehrt war, wurde er Ende Februar 2002 von einem weiteren Bundesligisten verpflichtet, dem Frankfurter Erstligakonkurrenten WiredMinds aus Tübingen. Hierbei entsprang dann in der Folge eine juristische Auseinandersetzung zwischen seinem Klub und der Liga-Organisation der Basketball-Bundesliga um eine wirksam zustande gekommene Einsatzberechtigung. Nach Darstellung des Klubs hatte dieser das Fax zur Nachmeldung von Horvat rechtzeitig vor Ende der Wechselfrist verschickt; die Liga-Leitung konnte keinen rechtzeitigen Eingang der Nachmeldung bestätigen und verweigerte daher Horvat die Einsatzberechtigung. Die Tübinger sahen sich im Recht und setzten den Spieler trotzdem ein, weshalb ihnen Siege aberkannt wurden. Diese Punktabzüge insbesondere in der Relegationsrunde der Basketball-Bundesliga 2001/02 führten schließlich den Abstieg der Tübinger als Tabellenletzter herbei. Zu Beginn der folgenden Saison 2002/03 hatte Horvat im Oktober 2002 noch fünf Einsätze für den bisherigen Ligakonkurrenten 46ers aus Gießen, bevor er nach Kreta zu Iraklion in die griechische A1 Ethniki wechselte.
Mit dieser Mannschaft erreichte er den Klassenerhalt auf dem drittletzten Tabellenplatz 2003, was jedoch die schlechteste Platzierung seit dem Aufstieg 1997 für den Verein gewesen war.
Zu Beginn der Saison 2003/04 spielte Horvat in der Herzegowina für den bosnischen Meister aus Široki Brijeg im kroatischen Landesteil Bosniens unter anderem in der Adriatischen Basketballliga 2003/04. Široki blieb in der supranationalen Adria-Liga weitgehend erfolglos und Horvat kehrte zunächst nach Kranj zum KK Triglav zurück, bevor er ab 2004 zwei Spielzeiten im ungarischen Debrecen für Vadkakasok spielte. Die Mannschaft trat auch in internationalen Wettbewerben an, wobei man im ULEB Cup 2004/05 nach nur zwei Vorrundensiegen, darunter einer beim früheren deutschen Serienmeister Alba Berlin, in zehn Spielen frühzeitig ausschied. Ein Jahr später erreichte man in der allerdings eher unbedeutenden FIBA EuroCup Challenge 2005/06 das Viertelfinale, in dem man nach Hin- und Rückspiel dem finnischen Vertreter Lappeenrannan NMKY unterlag. In der nationalen Meisterschaft blieb man jedoch weiter ohne Titelerfolg und nach zwei Jahren kehrte Horvat endgültig in seine slowenische Heimat zurück. Hier ließ er seine aktive Karriere beim KK Triglav, dem Hauptstadtklub Parklij sowie zurück in Kranj für den KK Šenčur ausklingen, wobei er für letzteren auch als Nachwuchstrainer und Funktionär aktiv wurde.